# Harry Llewellyn
Sir Henry („Harry“) Morton Llewellyn, 3. Baronet CBE (* 18. Juli 1911 in Aberdare; † 15. November 1999 in Abergavenny) war ein britischer Springreiter und Goldmedaillengewinner.

## Leben und Karriere
Harry Llewellyn wurde 1911 als zweiter von drei Söhnen des walisischen Zechenbesitzers Sir David Llewellyn, 1. Baronet, im südwalisischen Aberdare geboren. Er wuchs nahe Abergavenny in der Grafschaft Monmouthshire auf. Er besuchte das Internat Oundle School in Oundle, Northamptonshire und studierte am Trinity College der Universität Cambridge. Anschließend ging er zur Britischen Armee.
Bereits in den 1930er Jahren erreichte Harry Llewellyn erste Erfolge als Springreiter. So belegte er 1936 beim Grand National den Zweiten Platz. Seine Reiterlaufbahn wurde durch den Ausbruch des Zweiten Weltkriegs unterbrochen. Er war als Verbindungsoffizier für Feldmarschall Bernard Montgomery in Italien und der Normandie im Rang eines Colonel tätig.
Nach Kriegsende konzentrierte sich Harry Llewellyn wieder auf seine Reiterkarriere. Nach langer Suche erwarb er 1947 das damals 7-jährige Pferd Foxhunter, mit dem er internationale Erfolge erzielte. 1948 erreichte Harry Llewellyn mit Foxhunter bei den Olympischen Sommerspielen in London die Bronzemedaille im Mannschafts-Springreiten. Bei den Olympischen Sommerspielen Helsinki 1952 gewann Llewellyn mit Foxhunter die Goldmedaille im Mannschafts-Springreiten. Nach 1952 gründete Llewellyn eine Kette von Cafés namens Foxhunter. 1990 wurde er für seine sportlichen Verdienste in die Welsh Sports Hall of Fame aufgenommen. Bereits am Neujahrstag 1953 wurde Llewellyn von Königin Elisabeth II. für seine sportlichen Verdienste als Commander in den Order of the British Empire aufgenommen. 
Beim Tod seines älteren Bruders Sir Rhys Llewellyn, 2. Baronet, erbte er 1978 den Adelstitel eines Baronet, of Bwllfa, Aberdare, in the County of Glamorgan. Er war mit Christine Saumarez (1916–1998), der Tochter des 5. Baron de Saumarez verheiratet. Das Ehepaar hatte eine Tochter, die 1946 geborene Anna, und zwei Söhne, den 1946 geborenen Dai (eigentlich David) und den 1947 geborenen Roddy (Roderic), der 1973 durch seine acht Jahre dauernde Liebesbeziehung zu der sechzehn Jahre älteren Prinzessin Margaret, der jüngeren Schwester von Königin Elisabeth II. Schlagzeilen machte. 
1999 starb Harry Llewellyn. Seine Asche wurde neben dem Grab seines 1959 verstorbenen Pferdes Foxhunter mit den Koordinaten 51° 47′ 31,2″ N, 3° 4′ 8,3″ W am Blorenge Mountain zwischen Abergavenny und Blaenavon im Südosten des Brecon-Beacons-Nationalparks verstreut.